# Lintjärnen (Våmhus socken, Dalarna, 677999-142415)
Lintjärnen är en sjö i Mora kommun i Dalarna och ingår i Dalälvens huvudavrinningsområde.